# Virginidy
Virginidy jsou meteorický roj. Existuje mnoho velkých a menších meteorických proudů, které se vyskytují v komplexu Virginid, včetně Alfa Virginid, Gama Virginid, Eta Virginid, Theta Virginid, Iota Virginid, Lambda Virginid, Mí Virginid, Pí Virginid, Psí Virginid, a březnových Virginid, zdánlivě vylétajících ze souhvězdí Panny mezi únorem a květnem. Kolektivně trvá roj obvykle od konce ledna do poloviny dubna a do začátku května, s maximem v březnu a dubnu. Průměrná hodinová frekvence činí jeden až dva meteory. Hlavní radiant se nachází na konci ledna na jihovýchod od středu souhvězdí Lva a v centrální části souhvězdí Panny v blízkosti Spicy v polovině května.

## Alfa Virginidy
Alfa Virginids jsou aktivní mezi 10. březnem a 6. květnem a vrcholí mezi 7. dubnem a 18. dubnem s pěti až deseti meteory za hodinu. Poprvé byly zaznamenány v roce 1895.

## Gama Virginidy
Severní a Jižní Gama Virginidy jsou pomalu se pohybující drobný meteorický roj, ačkoli květnové Gama Virginidy a denní Gama Virginidy se pohybují rychleji. Zdrojem Severních a Jižních Gama Virginid mohou být tělesa 2002 FC nebo 2003 BD44. Obvykle trvají od 5. dubna do 21. dubna s maximem 14. a 15. dubna, s méně než pět meteory za hodinu. Byly objeveny v roce 1895.

## Éta Virginidy
Éta Virginidy se vyskytují mezi 24. únorem a 27. březnem a vrcholí kolem 18. března s pouhým jedním až dvěma meteory za hodinu. Roj byl poprvé zjištěn v roce 1961.

## Théta Virginidy
Théta Virginidy se vyskytují mezi 10. březnem a 21. dubnem, vrcholí kolem 20. března, s pouze jedním až třemi meteory za hodinu. Roj byl poprvé pozorován v roce 1850 a identifikován v roce 1948.

## Ióta Virginids
Ióta Virginidy jsou menší denní meteorický roj.

## Lambda Virginidy
Lambda Virginidy jsou menší meteorický roj.

## Mí Virginidy
Mí Virginidy jsou menší meteorický roj viditelný v dubnu a začátkem května. Roj obvykle trvá od 1. dubna do 12. května, vrcholí 24. dubna nebo 25. dubna. Jeho radiant je v blízkosti souhvězdí Vah a dosahuje v maximu četnosti frekvence sedmi až deseti meteorů za hodinu.

## Pí Virginidy
Pí Virginidy jsou aktivní mezi 13. únorem a 8. dubnem, vrcholí mezi 3. a 9. březnem se dvěma až pěti meteory za hodinu. Roj byl poprvé pozorován v roce 1908 a identifikován v roce 1948.

## Psí Virginidy
Psí Virginidy jsou menší denní meteorický roj.

## Březnové Virginidy
Březnové Virginidy jsou menší meteorický roj, jejich zdrojem je objekt 1998 SJ70. 